# Покинуті в реальному часі
«Покинуті в реальному часі» — детективний науково-фантастичний роман про подорожі в часі 1986 року американського письменника Вернора Вінжі, про невелику, покинуту в часі групу людей, які можливо є єдиними, хто вцілів після технологічної сингулярності або інопланетного вторгнення. Книга є продовженням роману Мирна війна (1984) і повісті Неконтрольовані (1985). Обидва романи й повість зібрані в трилогію Крізь час.
Книга Покинуті в реальному часі виграла премію «Прометей» 1987 року, а також її номіновано на премію Г'юго за найкращий Роман того самого року.

## Короткий опис сюжету
За сюжетом існує прилад, який може створити «бульбашку» — сферичне поле стазису, в якому час зупинився протягом заданого періоду, дозволяючи односторонню подорож у майбутнє. Бульбашки також можна використовувати як зброю, щит проти інших видів зброї, для зберігання, для космічних подорожей (в поєднанні з ядерно-вибуховим двигуном) або з іншою метою.
Люди, чиї бульбашки луснули після певної дати в XXIII столітті, не виявили на Землі жодних ознак людського життя і лише суперечливі натяки на причину його зникнення. Серед можливих причин: атака прибульців і перехід людської раси на новий рівень буття внаслідок технологічної сингулярності. «Лоу-теки» — ті, хто вирушив на бульбашці раніше — мають технологію приблизно кінця XXI століття. «Хай-теки» — ті, хто мав перевагу постійно прискорюваного прогресу — мають значно просунутіші технології, включаючи кібернетичні поліпшення, швидші і контрольовані подумки бобблери[невідомий термін] (англ. bobblers), особистий автомат розширення особи, космічні кораблі, медичні технології, що дозволяють практичне безсмертя (за винятком нещасних випадків або смертельних травм) та індивідуальні арсенали зброї, які перевершують озброєння окремих країн XX століття. Самі «хай-теки», навіть ті, що вирушили з зовсім невеликими проміжком у часі, перебувають на істотно різних рівнях технологій.
Головний герой роману на ім'я Віл Бріерсон — детектив, який також був головним героєм попередньої повісті Неконтрольований. Через деякий час після подій у Неконтрольованому, Бріерсона проти його волі відправили на 10 тисяч років у майбутнє, коли він займався розслідуванням звичайної крадіжки, розлучивши його назавжди з дружиною і дітьми.
Єлена і Марта Корольови, пара хай-теків, витратили 50 «мегароків» (млн. років) збираючи всіх, хто пережив стрибки бульбашок, аби відродити цивілізацію, з кінцевою метою створення власної технологічної сингулярності. Вони підрахували, що матимуть якраз достатній ступінь генетичного різноманіття, коли лусне бульбашка, яка містить близько сотні учасників стрибка влади Миру.
Щоб згаяти час, який залишився до того, як лусне ця бульбашка, колонія починає контрольовані стрибки через кожні 10 років. Але перед одним із таких стрибків комп'ютер Корольових зламано, і Марта опинилася поза автоматичними стрибками бульбашки. Вона залишилася покинутою в «реальному часі», відрізаною від усіх передових технологій. Гірше того, тривалість стрибка збільшено далеко за межі 10 років, і Марта помирає на самоті на пустельній Землі. Коли «вбивство» виявили, Єлена Корольова наймає лоу-тека Бріерсона, щоб знайти вбивцю, який має бути одним із семи хай-теків (Бріерсон не виключає саму Єлену як підозрювану).
Хай-тек на ім'я Делла Лу, яка була агентом влади Миру під час Війни Миру, погоджується допомогти Бріерсону з технічними аспектами справи. З 50 мільйонів років після сингулярності, Делла провела більшу частину часу в бульбашці, а решту 9000 років у реальному часі на самоті досліджувала галактику. Вона виявила, що розумне життя є дуже рідкісним, і що було кілька паралельних зникнень інших цивілізацій, але немає однозначних доказів, чому вони відбулись. Сингулярність передбачає пояснення парадоксу Фермі.
Роман, таким чином, присвячений дослідженню двох паралельних таємниць в зачиненій кімнаті: вбивства Марти Корольов, і таємниці «закритої планети», на якій зникла людська раса. Бріерсон опитує кожного з хай-теків у пошуках доказів будь-яких мотивів для вбивства, обговорюючи свої думки стосовно зникнення людської раси. Коли вбивця думає, що Бріерсон підібрався занадто близько, Бріерсон, Корольов і Делла Лу з жахом виявляють, що злочинець здатний тримати під контролем системи всіх хай-теків окрім тієї, яка належить Деллі, і нападає. Деллі вдається перемогти об'єднані сили цих систем, але за високу ціну: значну частину їхнього обладнання, і приблизно половину від того, що залишилося від людства, втрачено. Проте, Бріерсон не лише викриває вбивцю, але й розкриває особистість іншого злочинця серед них і знаходить спосіб відновити ще один шанс для людства.

## Публікації
- Originally serialized in Analog Science Fiction/Science Fact, May–August 1986.
- Vernor Vinge (1986). Marooned In Realtime. St. Martin's Press/Bluejay Books. ISBN 0-312-94295-8.
- Vernor Vinge (1991). Across Realtime. Baen. ISBN 0-671-72098-8. — combined publication with The Peace War and «The Ungoverned».